# Anjara Saloma
Pour l’article homonyme, voir Saloma.
Anjara Saloma, née le 2 décembre 1988, est une cétologue malgache

## Biographie
Originaire des Hautes Terres de Madagascar, Anjara Saloma naît le 2 décembre 1989, et est la fille d'éducateurs physiques et sportifs. C'est une cétologue malgache reconnue pour son expertise dans la conservation des mammifères marins surtout les baleines à bosses,. Anjara a étudié à l'université d'Antananarivo, où elle s'est spécialisée en conservation animale,. Elle est titulaire d'un doctorat (phD) en biologie marine.

## Parcours professionnel
Après ses études, Anjara a rejoint l'association malgache Cétamada en 2011, où elle a participé à plusieurs projets de recherche sur les baleines à bosse,.
En 2015, elle a été promue responsable scientifique de Cétamada, jouant un rôle crucial dans la promotion de la recherche et de la conservation des mammifères marins à Madagascar,.
En 2015, elle a représenté Madagascar à la 21e biennale sur la biologie des mammifères marins qui s’est déroulée à San Francisco.
En 2018, grâce à une bourse Train du WWF, elle a soutenu sa thèse sur la communication acoustique entre la baleine à bosse et son baleineau, apportant ainsi une contribution significative à la compréhension de cette espèce,.
De 2021 à 2022, elle a occupé le poste de chargée de projet à Insuco Madagascar.
De 2019 à 2021, elle a été l’une des leaders du projet « Madagascar Marine Litter Monitoring Project », visant à établir la première base de données sur les déchets marins à Madagascar.
En 2023, elle a été élue présidente de l'association Cétamada pour un mandat de deux ans.
En novembre 2023, elle a présidé le Troisième Congrès Mondial sur la Baleine à Bosse à Santo Domingo, en République dominicaine.

## Contributions et engagements
Anjara a consacré une grande partie de sa carrière à la préservation des mammifères marins et de leur habitat, et est nommée une des ambassadrices de la mégafaune marine à Madagascar,. Elle a dirigé des projets visant à établir une base de données sur les déchets marins à Madagascar et a présidé le Troisième Congrès Mondial sur la Baleine à Bosse en 2023. Parallèlement, elle a lancé l'initiative du Centre Anjaranay, offrant des formations à la population locale de l'île Sainte-Marie pour sensibiliser à la conservation marine,.
Grâce à son engagement et à ses réalisations dans le domaine de la recherche et de la conservation marine, Anjara Saloma est devenue une figure importante dans le domaine de la cétologie à Madagascar. Ses efforts continus pour protéger les mammifères marins ont eu un impact positif sur la biodiversité marine de Madagascar et ont inspiré de nombreuses autres personnes à se joindre à la cause de la conservation.